# Aloysia wrightii
Aloysia wrightii là một loài thực vật có hoa trong họ Cỏ roi ngựa. Loài này được A.Heller mô tả khoa học đầu tiên năm 1906.